# (13604) 1994 PA39
A (13604) 1994 PA39 a Naprendszer kisbolygóövében található aszteroida. Eric Walter Elst fedezte fel 1994. augusztus 10-én.